# باتريك داي
باتريك داي (بالإنجليزية: Patrick Day)‏ (1992-2019) هو ملاكم أمريكي، احترف الملاكمة في 2013، فاز ببطولة «دبليو بي سي كونتيننتال أميركا» في 2017، كما حصل على لقب بطولة «آي بي إف إنتركونتننتال» في 2019. توفي في 16 أكتوبر 2019 إثر إصابتة بالرأس خلال مباراته الأخيرة مع تشارلز كونويل.

## بطولاته
حقق خلال مسيرته بطولتان:
- لقب بطولة نال لقب مجلس الملاكمة العالمي للأمريكيتين في 2017.
- لقب الاتحاد الدولي للملاكمة في 2019.[5]

## وفاته
دخل في غيبوبة بعد تعرضه لإصابة في الرأس بالضربة القاضية في 12 أكتوبر 2019 خلال مباراته الأخيرة مع تشارلز كونويل، نقل على أثرها إلى المستشفى في شيكاغو وتوفي بعد أربعة أيام في 16 أكتوبر 2019.

## روابط خارجية
- باتريك داي على موقع بوكس ريك (الإنجليزية) (registration required)